# Baby Shower (película)
Baby Shower es una película chilena de terror de 2011, escrita y dirigida por Pablo Illanes. 

## Trama
La película comienza mostrando a una mujer embarazada llamada Ángela (Ingrid Isensee) mientras escapa por un bosque. Tras tropezar y golpearse la cabeza con una roca, la historia da lugar a un racconto que explica lo sucedido anteriormente. En el racconto, las tres amigas de Ángela –Manuela (Kiki Rojo), Olivia (Claudia Burr) y Claudia (Francisca Merino), junto con Ivana (Sofía García), asistente de Olivia- viajan a su casa ubicada en una zona rural del centro de Chile para celebrar su baby shower. Allí descubren que Ángela ha decidido vivir en el campo, lejos de la ciudad, ya que se había unido a un culto religioso que promueve la vida ligada a la naturaleza. En la casa, Ángela tiene a un empleado llamado Julio (Álvaro Gómez).
Mientras las amigas comen y beben, Ángela recibe una misteriosa llamada telefónica. Decidida a enfrentar a sus amigas, revela lo que está sucediendo: Felipe (Nicolás Alonso), el padre de los mellizos que espera, se va a Bahamas al día siguiente con una de ellas tres. 
Pronto Ángela descubre que sus amigas tenían un pacto de silencio para ocultar la identidad de la amante de Felipe. Cuando las mujeres tratan de volver a la ciudad, sus autos no funcionan, la línea telefónica ha sido cortada y los celulares no reciben señal.
Desde ese instante, las vidas de las amigas están en constante peligro. La líder del culto religioso, Soledad (Patricia López), comienza a asesinar una a una a las amigas de Ángela.

## Reparto
- Ingrid Isensee como Ángela.
- Patricia López como Soledad.
- Claudia Burr como Olivia.
- Francisca Rojo como Manuela.
- Francisca Merino como Claudia.
- Sofía García como Ivana.
- Álvaro Gómez como Julio.
- Pablo Krögh como Ricardo.
- Nicolás Alonso como Felipe.
- María José Illanes como Malú.
- Berta Lasala como Mariela.
- Renato Illanes como Damián.
- Jesús Porres como Jesús.

## Recepción
La película recibió en general una buena respuesta por parte de la crítica cinematográfica. Daniel Villalobos del diario La Tercera escribió: "lo que mejor funciona en la historia no son sus psicópatas de cartón y sus mutilaciones, sino las escenas entre las protagonistas: es más perturbadora la idea de esa amistad evaporada en minutos que la de esa amenaza a medio camino entre Osho y la familia Manson". Por su parte, Ana Josefa Silva de La Segunda la catalogó como "una película que se la juega por el género: no hay remilgo alguno para mostrar lo que sea". La cinta además fue elogiada por otros directores chilenos, como Nicolás López y Jorge Olguín.
Sin embargo, no todos los comentarios fueron positivos. Ítalo Passalacqua, por ejemplo, criticó la violencia gráfica presente en la película: "Es muy gratuitamente sangrienta y asquerosa, no hay una justificación, la encuentro realmente mala, no tiene atmósfera de terror, uno se termina riendo, no da miedo para nada".